# Red Light Fever
Red Light Fever – debiutancki album grupy Hot Leg, której frontmanem, wokalistą i autorem piosenek jest Justin Hawkins, znany wcześniej z grupy The Darkness. Premiera albumu miała miejsce 9 lutego 2009.

## Informacje ogólne
Pierwsze piosenki na album Red Light Fever zaczęły powstawać po tym jak Justin Hawkins opuścił swój poprzedni zespół, The Darkness. Kilka piosenek przeciekło bądź zostało opublikowanych w internecie w 2007 i 2008, co sprawiło, że wiele osób uwierzyło iż Justin nagrywa solową płytę. Jednakże w sierpniu 2008 frontman ogłosił powstanie nowego zespołu, którego debiutancki album ma się pojawić w styczniu 2009. 
Nie jest to jeszcze oficjalnie potwierdzone, ale album prawdopodobnie będzie zawierał piosenki: 
"Whichever", "You Can't Hurt Me Anymore", "Gay in the 80's" oraz dwa potwierdzone już single "Trojan Guitar" (wydany 20 października 2008) i "I've Met Jesus" (wydany 15 grudnia 2008). Single "Heroes" i piosenka promocyjna "Do It In The Dark" napisana dla organizacji Do the Green Thing, nie znajdą się na albumie. Single "Heroes" oraz "Trojan Guitar" zostały opublikowane przez zespół do ściągnięcia za darmo ze strony musicglue. 
28 listopada 2008 świąteczny singiel "I've Met Jesus" pojawił się w przedsprzedaży na stronie www.HMV.com w dwóch wersjach - na CD (B-Sidem jest utwór "Cupboard Love") oraz na 7" płycie winylowej (B-Sidem jest utwór "Trojan Guitar"). Piosenka pretenduje do tytułu najlepszego świątecznego utworu w UK w 2008 roku. 

## Lista utworów
Jest to nieoficjalna niepotwierdzona przez zespół lista utworów. 
1. "I've Met Jesus"
2. "Gay in the 80's"
3. "Whichever"
4. "You Can't Hurt Me Anymore"
5. "Trojan Guitar"
6. "Xtraordinary Woman"
7. "Prima Donna"
8. "Cocktails"
9. "Chickens"
10. "Ashamed"
11. "Come into my Arms"

## Twórcy
- Justin Hawkins — główny wokal, gitara
- Pete Rinaldi — gitara solowa, chórki
- Samuel SJ Stokes — gitara basowa, chórki
- Darby Todd — perkusja, chórki